# États du Brésil
| Les 27 unités fédérales du Brésil 1. Acre (AC) 2. Alagoas (AL) 3. Amapá (AP) 4. Amazonas (AM) 5. Bahia (BA) 6. Ceará (CE) 7. Espírito Santo (ES) 8. Goiás (GO) 9. Maranhão (MA) 10. Mato Grosso (MT) 11. Mato Grosso do Sul (MS) 12. Minas Gerais (MG) 13. Pará (PA) 14. Paraíba (PB) 15. Paraná (PR) 16. Pernambouc (PE) 17. Piauí (PI) 18. Rio de Janeiro (RJ) 19. Rio Grande do Norte (RN) 20. Rio Grande do Sul (RS) 21. Rondônia (RO) 22. Roraima (RR) 23. Santa Catarina (SC) 24. São Paulo (SP) 25. Sergipe (SE) 26. Tocantins (TO) 27. District fédéral (DF) |

Les États du Brésil sont les États fédérés qui constituent la république fédérative du Brésil. Le Brésil comporte vingt-six États et un district fédéral qui abrite la capitale, Brasilia.

## Histoire
Les premières divisions administratives du Brésil étaient les capitaineries, qui était des portions de terres louées à des nobles et des commerçants portugais dans le but de les coloniser. Ces capitaineries étaient héréditaires, mais la Couronne conservait le pouvoir d'enlever ces titres aux donataires, qui étaient de petite noblesse. Par la suite, la colonisation portugaise de l'Amérique fut divisée entre l'État du Brésil, dans la moitié sud, et l'État du Maranhão, dans la moitié nord.
Après l'Union ibérique entre 1580 et 1640, le territoire colonial du Portugal en Amérique du Sud augmenta fortement, et fut divisé entre des capitaineries, des capitaineries royales et des provinces. Cependant, toute la région était unie sous un seul vice-roi, qui siégeait à Salvador et, après 1763, à Rio de Janeiro.
Avec l'indépendance en 1822, la colonie devint un empire et les capitaineries furent transformées en provinces. Depuis la période coloniale, les limites intérieures entre ces provinces n'avaient que peu changé, la plupart d'entre elles suivaient d'ailleurs des frontières naturelles. Des modifications mineures furent faites en fonction de la politique intérieure, ainsi que des ajouts faisant suite à des traités diplomatiques avant la fin du XIXe siècle (comme pour l'annexion de l'Amapá ou de Roraima). Lorsque le changement de régime en république fut effectué en 1889, toutes les provinces furent immédiatement transformées en États.
En 1943, lors de l'entrée du Brésil dans la Seconde Guerre mondiale, le régime de Getúlio Vargas créa sept nouveaux territoires aux frontières du pays afin de les administrer directement : l'Amapá, le Rio Branco, Acre, Guaporé, Ponta Porã, Iguaçu et l'archipel de Fernando de Noronha. Après la guerre, ces trois premiers territoires obtinrent le statut d'États, alors que les États de Rio Branco et de Guaporé furent rebaptisés respectivement Roraima et Rondônia.
En 1960, le District fédéral est découpé à partir de l'État de Goiás. L'ancien district fédéral de Rio de Janeiro est devenu entre 1960 et 1975 l'État de Guanabara, avant d'être fusionné avec l'État de Rio de Janeiro.
En 1977, le Mato Grosso a été divisé en deux États. La zone nord a conservé le nom de Mato Grosso tandis que la zone sud est devenue l'État du Mato Grosso do Sul, avec Campo Grande comme capitale. Le Mato Grosso do Sul étant aussi constitué des territoires du Ponta Porã et de la partie nord de l'Iguaçu. Alors que la partie centrale de l'Iguaçu est incorporée au Paraná, et que la partie méridionale de l'Iguaçu est transférée au sein de l'État de Santa Catarina.
En 1988, la partie nord de Goiás est devenu l'État de Tocantins, avec Palmas comme capitale. La même année, l'archipel de Fernando de Noronha est devenu une partie du Pernambuco.

Les provinces après l'indépendance - 1823.
Les États à la proclamation de la République - 1889.
Les États et territoires vers la fin de l'Estado Novo - 1943.
Les États actuels - depuis 1990.

## Listes des États du Brésil
| Drapeau | État                | Abréviation | Capitale       | Superficie (km²) | Population (2014) | Densité (2005) | PIB (% du total) (2007) | PIB en PPA (US$) (2007) | IDH (2005) | Alphabétisation (2003) | Mortalité infantile (2002) | Espérance de vie (2004) |
| ------- | ------------------- | ----------- | -------------- | ---------------- | ----------------- | -------------- | ----------------------- | ----------------------- | ---------- | ---------------------- | -------------------------- | ----------------------- |
|         | Acre                | AC          | Rio Branco     | 152 581,4        | 795 145           | 4,30           | 5 761 000 (0,2 %)       | 8 789                   | 0,751      | 84 %                   | 33,2‰                      | 70,8                    |
|         | Alagoas             | AL          | Maceió         | 27 767,7         | 3 327 551         | 108,61         | 17 793 000 (0,7 %)      | 5 858                   | 0,677      | 70 %                   | 57,7‰                      | 66,0                    |
|         | Amapá               | AP          | Macapá         | 142 814,6        | 756 500           | 4,16           | 6 022 000 (0,2 %)       | 10 254                  | 0,780      | 91 %                   | 24,9‰                      | 69,8                    |
|         | Amazonas            | AM          | Manaus         | 1 570 745,7      | 3 893 763         | 2,05           | 42 023 000 (1,6 %)      | 13 043                  | 0,780      | 94 %                   | 20,8‰                      | 73,4                    |
|         | Bahia               | BA          | Salvador       | 564 692,7        | 15 150 143        | 24,46          | 109 652 000 (4,1 %)     | 7 787                   | 0,742      | 79 %                   | 38,7‰                      | 71,4                    |
|         | Ceará               | CE          | Fortaleza      | 148 825,6        | 8 867 448         | 54,40          | 50 331 000 (1,9 %)      | 6 149                   | 0,723      | 78 %                   | 35,1‰                      | 69,6                    |
|         | District fédéral    | DF          | Brasilia       | 5 822,1          | 2 867 869         | 400,73         | 99 946 000 (3,8 %)      | 40 696                  | 0,874      | 96 %                   | 17,5‰                      | 74,9                    |
|         | Espírito Santo      | ES          | Vitória        | 46 077,5         | 3 894 899         | 73,97          | 60 340 000 (2,3 %)      | 18 003                  | 0,802      | 90 %                   | 20,9‰                      | 73,1                    |
|         | Goiás               | GO          | Goiânia        | 340 086,7        | 6 551 322         | 16,52          | 65 210 000 (2,5 %)      | 11 548                  | 0,800      | 90 %                   | 20,7‰                      | 72,8                    |
|         | Maranhão            | MA          | São Luís       | 331 983,3        | 6 861 924         | 18,38          | 31 606 000 (1,2 %)      | 5 165                   | 0,683      | 77 %                   | 46,3‰                      | 66,8                    |
|         | Mato Grosso         | MT          | Cuiabá         | 903 357,9        | 3 236 578         | 3,10           | 42 687 000 (1,6 %)      | 14 954                  | 0,796      | 90 %                   | 21,5‰                      | 72,6                    |
|         | Mato Grosso do Sul  | MS          | Campo Grande   | 357 125,0        | 2 630 098         | 6,34           | 28 121 000 (1,1 %)      | 12 411                  | 0,802      | 91 %                   | 19,2‰                      | 73,2                    |
|         | Minas Gerais        | MG          | Belo Horizonte | 586 528,3        | 20 777 672        | 32,79          | 241 293 000 (9,1 %)     | 12 519                  | 0,800      | 89 %                   | 20,8‰                      | 74,1                    |
|         | Pará                | PA          | Belém          | 1 247 689,5      | 8 101 180         | 5,58           | 49 507 000 (1,9 %)      | 7 007                   | 0,755      | 90 %                   | 27,3‰                      | 71,4                    |
|         | Paraíba             | PB          | João Pessoa    | 56 439,8         | 3 950 359         | 63,71          | 22 202 000 (0,8 %)      | 6 097                   | 0,718      | 75 %                   | 45,5‰                      | 68,3                    |
|         | Paraná              | PR          | Curitiba       | 199 314,9        | 11 112 062        | 51,48          | 161 582 000 (6,1 %)     | 15 711                  | 0,820      | 93 %                   | 20,7‰                      | 73,5                    |
|         | Pernambuco          | PE          | Recife         | 98 311,6         | 9 297 861         | 85,58          | 62 256 000 (2,3 %)      | 7 337                   | 0,718      | 79 %                   | 44,8‰                      | 67,5                    |
|         | Piauí               | PI          | Teresina       | 251 529,2        | 3 198 185         | 11,95          | 14 136 000 (0,5 %)      | 4 662                   | 0,703      | 72 %                   | 33,1‰                      | 68,2                    |
|         | Rio de Janeiro      | RJ          | Rio de Janeiro | 43 696,1         | 16 497 395        | 352,05         | 296 768 000 (11,2 %)    | 19 245                  | 0,832      | 96 %                   | 19,5‰                      | 72,4                    |
|         | Rio Grande do Norte | RN          | Natal          | 52 796,8         | 3 419 550         | 56,88          | 22 926 000 (0,9 %)      | 7 607                   | 0,738      | 77 %                   | 41,9‰                      | 69,8                    |
|         | Rio Grande do Sul   | RS          | Porto Alegre   | 281 748,5        | 11 228 091        | 38,49          | 176 615 000 (6,6 %)     | 16 689                  | 0,832      | 95 %                   | 15,4‰                      | 74,5                    |
|         | Rondônia            | RO          | Porto Velho    | 237 576,2        | 1 755 015         | 6,46           | 15 003 000 (0,6 %)      | 10 320                  | 0,776      | 92 %                   | 24,6‰                      | 70,6                    |
|         | Roraima             | RR          | Boa Vista      | 224 299,0        | 500 826           | 1,74           | 4 169 000 (0,2 %)       | 10 534                  | 0,750      | 91 %                   | 17,8‰                      | 69,3                    |
|         | Santa Catarina      | SC          | Florianópolis  | 95 346,2         | 6 734 568         | 61,53          | 104 623 000 (3,9 %)     | 17 834                  | 0,840      | 95 %                   | 18,2‰                      | 74,8                    |
|         | São Paulo           | SP          | São Paulo      | 248 209,4        | 44 169 350        | 162,93         | 902 784 000 (33,9 %)    | 22 667                  | 0,833      | 95 %                   | 17,4‰                      | 73,7                    |
|         | Sergipe             | SE          | Aracaju        | 21 910,3         | 2 227 294         | 89,81          | 16 896 000 (0,6 %)      | 8 712                   | 0,742      | 90 %                   | 40,6‰                      | 70,3                    |
|         | Tocantins           | TO          | Palmas         | 277 620,9        | 1 502 759         | 4,70           | 11 094 000 (0,4 %)      | 8 921                   | 0,756      | 83 %                   | 28,4‰                      | 70,7                    |